# Frank Mostard
Frank Mostard (Amstelveen, 3 december 1992) is een Nederlands korfballer. Hij speelt op het hoogste niveau korfbal, namelijk de Korfbal League. Tweemaal won hij de prijs van Doelpunt van het Jaar (2014 en 2017).

## Spelerscarrière

### Begin van carrière
Mostard begon met korfbal bij KVA uit Amstelveen. Daar speelde hij t/m zijn 16e. In 2009 verruilde hij KVA voor CKV OVVO uit Maarssen om daar op hoger niveau in de A1 jeugd te spelen.

### Blauw Wit
In 2013 stapte Mostard over naar de Amsterdamse ploeg AKC Blauw-Wit dat op het hoogste niveau korfbalde. In de Korfbal League was Blauw-Wit in het vorige seizoen 3e van Nederland geworden door in Ahoy Koog Zaandijk te verslaan in de kleine finale.
Mostard debuteerde in de Korfbal League in seizoen 2013-2014 maar had nog niet direct een basisplaats veroverd. In zijn eerste seizoen speelde hij in 10 duels en kwam tot 15 goals. Blauw-Wit haalde dat seizoen geen play-offs en eindigde op de 6e plaats in de competitie. Wel had Mostard een persoonlijke prijs te pakken in zijn eerste seizoen, want hij won de prijs van Doelpunt van het Jaar.
In seizoen 2016-2017 lukte het Blauw-Wit om in de play-offs te winnen. Het won in 3 wedstrijden van PKC en speelde hierdoor de Korfbal League finale in de Ziggo Dome.
Blauw-Wit verloor de finale van TOP met 22-18. Het veldseizoen verliep beter voor Blauw-Wit. Het was 1e geëindigd in de Ereklasse A en het won de kruisfinale van TOP met 16-13. In de veldfinale trof het LDODK en Blauw-Wit won vrij eenvoudig met 22-12. Zodoende was Blauw-Wit de veldkampioen van 2017.
Voor de tweede keer in zijn carrière won Mostard de prijs van Doelpunt van het Jaar.

### TOP
In 2018 stapte Mostard over naar regerende Korfbal League kampioen TOP. Mostard vulde de achtergelaten plaats van Daniël Harmzen op.
In zijn eerste seizoen bij TOP, 2018-2019, was zijn eerste wapenfeit de Europacup van 2019. Als Nederlands zaalkampioen nam TOP deel aan dit toernooi.
TOP doorliep de poule fase en kwam in de finale uit tegen het Belgische Boeckenberg. TOP won met 31-16.
In eigen competitie kwam TOP in de zaal in de play-offs terecht. In de play-off serie verloor TOP van Fortuna.
Het seizoen erna (2019-2020) werd niet uitgespeeld vanwege COVID-19.
In seizoen 2020-2021 begon de competitie wat later dan normaal, vanwege COVID-19. TOP werd na de reguliere competitie 2e in Poule B, waardoor het zich plaatste voor de play-offs. In de eerste play-off ronde versloeg TOP in 2 wedstrijden AKC Blauw-Wit, waardoor het een ronde verder kwam. In de 2e play-off ronde (halve finales) stuitte het echter op PKC. TOP won de eerste wedstrijd in de best-of-3 met 22-21, maar verloor de daarop volgende 2 wedstrijden. Hierdoor hield het seizoen voor TOP op in de 2e play-off ronde.
Voor TOP was seizoen 2021-2022 een bewogen seizoen. Voorafgaand aan de start van het seizoen besloten Mick Snel, Celeste Split en Roos Verheugt te verhuizen naar een andere club. Daarnaast waren Tim Flokstra, Jet Hendriks en Paul Anholts (blessure) gestopt. Ook stelde de club een nieuwe coachingsduo aan. De ploeg had veel kwaliteit ingeleverd aan de start van het seizoen. In de eerste competitiefase van de Korfbal League was het verschil met de top dan ook groot. Na 10 speelrondes had TOP slechts 8 punten, waardoor het zichzelf moest handhaven in de degradatiepoule. In deze degradatiepoule werden niet voldoende punten behaald waardoor directe degradatie een feit was.

### Retour bij Blauw-Wit
Voorafgaand aan seizoen 2022-2023 maakte Mostard bekend om zich weer aan te sluiten bij AKC Blauw-Wit.
In seizoen 2022-2023 beleefde Blauw-Wit een lastig seizoen. Zo stopte mede hoofdcoach Van Brenk gedurende het seizoen en moest de ploeg ook nog uitkijken voor play-downs. Uiteindelijk haalde de ploeg 13 punten uit 18 wedstrijden en stond het op plek 8. Dit betekende dat de ploeg play-downs had voorkomen en zichzelf had gehandhaafd.
Seizoen 2023-2024 was voor Blauw-Wit een seizoen van de middenmoot. Een paar clubs waren versterkt het seizoen begonnen, maar bij Blauw-Wit waren er weinig veranderingen. Wel was een nieuwe co-hoofdcoach gestart, namelijk Barry Schep. In het seizoen deed de ploeg het prima; het handhaafde zich direct door na 18 speelrondes op de 6e plek te eindigen.

## Erelijst
- Ereklasse veldkorfbal kampioen, 1× (2017)
- Supercup kampioen, 1× (2017)
- Europacup kampioen, 1× (2019)
- Doelpunt van het Jaar, 2× (2014, 2017)